# Битва за Динебург
Битва за Динебург (операція "Зима ", операція «Динебург», експедиція в Динебург) — битва союзних польсько-латвійських військ проти Червоної армії, що відбулася в січні 1920 року в районі міста Динебург (Даугавпілс) на р. Даугава і закінчилася взяттям міста.

## Результат
Відновлення міста польсько-латвійською армією принесло такі переваги:
- були встановлені прямі контакти між Другою Польською Республікою та Латвією
- було скорочено польсько-більшовицький фронт на Дзьвіні
- підвищився моральний дух польських солдатів, які нудьгували застій на фронті.

## Поминання
- Про бої польських вояків за Динебург ушанували пам'ять на могилі Невідомого солдата у Варшаві з написом на одній із таблиць у Другій Польській Республіці, а після 1990 року — «DYNEBURG 3 I 1920».
- На правому плечі кавалерійського хреста прапора 3- го важкого артилерійського полку вишита назва та дата бою «Динебург 3 січня 1920 року».